# Antonio Herrero Lima
Antonio Herrero Lima (Madrid, 5 de febrer de 1955 - Marbella, 2 de maig de 1998) va ser un periodista radiofònic espanyol.
Fill i net de periodistes, en el Batxillerat va conèixer Luis Herrero, que seria amic i company seu en treballs posteriors. Més endavant, tots dos estudiarien Periodisme a la Universitat de Navarra. Va estar casat amb Cristina Pécker, filla del popular locutor i presentador José Luis Pécker.
En la seva joventut va treballar a El Norte Deportivo, Diario de Navarra, El Pensamiento Navarro i, finalment, a ABC, així com a Europa Press, de la qual el seu pare havia estat cofundador.
Va iniciar la seva activitat radiofònica el 1983 en les emissions locals d'Antena 3 Radio. Dos anys després es va encarregar de la direcció d'El primero de la mañana a la mateixa cadena, des d'on va imprimir un estil molt personal i agressiu que el va convertir en el líder d'audiència de la seva franja horària.
Amb l'arribada de la televisió privada a Espanya, el 1990, Antena 3 va obtenir una de les llicències d'emissió, i Antonio Herrero es va incorporar a l'equip de l'emissora per conduir el programa d'entrevistes La tarántula.
Més tard va ser un dels periodistes que, juntament amb José María García i Luis Herrero, es va traslladar a la COPE després de la compra d'Antena 3 de Ràdio, el 1992, pel grup PRISA, que posteriorment tancaria l'emissora.
A la COPE va dirigir el programa La Mañana fins a la seva mort.
Va morir a Marbella el 2 de maig de 1998, amb 43 anys, en tenir un tall de digestió mentre feia submarinisme. Aquest tall de digestió li va provocar un vòmit que va obstruir el respirador de la seva ampolla d'oxigen i va morir per ofegament. Les seves restes es van enterrar al cementiri de Sant Bernabé, a Màlaga, al costat de les del seu pare.